# Wiatrówki
Wiatrówki – polana i pole biwakowe w Gorcach. Znajduje się na prawym brzegu rzeki Kamienica, u zachodnich podnóży Wielkiego Wierchu, w granicach wsi Lubomierz w województwie małopolskim, w powiecie limanowskim, w gminie Mszana Dolna.
Wiatrówki położone są na wysokości około 660 m n.p.m. po obydwu stronach drogi wojewódzkiej nr 968. Na mapach Geoportalu mają status łąki. Nadleśnictwo Limanowa dla przejezdnych i turystów wykonało na Wiatrówkach pole biwakowe. Jest nas nim parking dla samochodów, zadaszona wiata, ławki i stoły, tablice informacyjne, a także pomost widokowy na bagniska i oczka wodne będące miejscem rozrodu płazów.

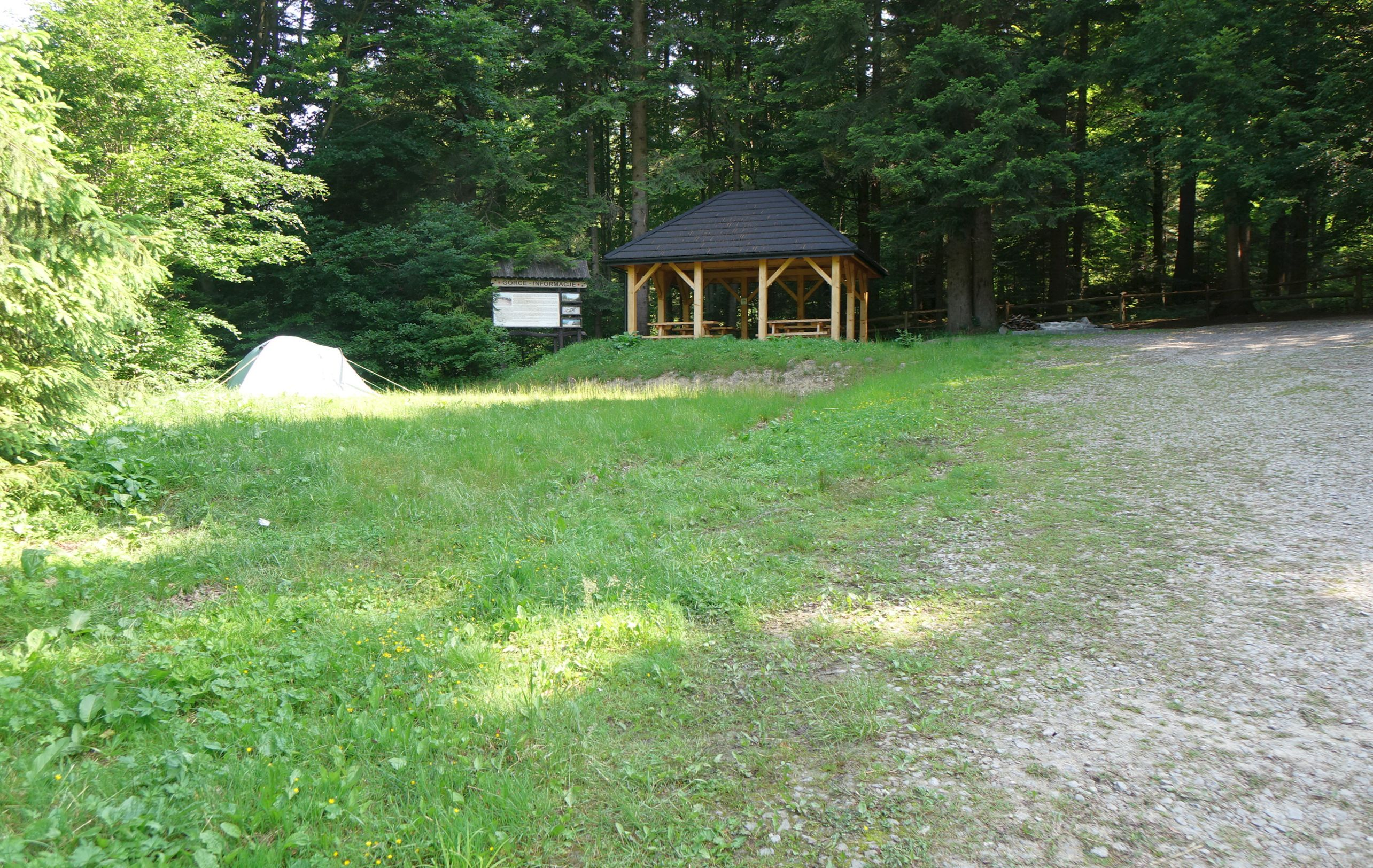
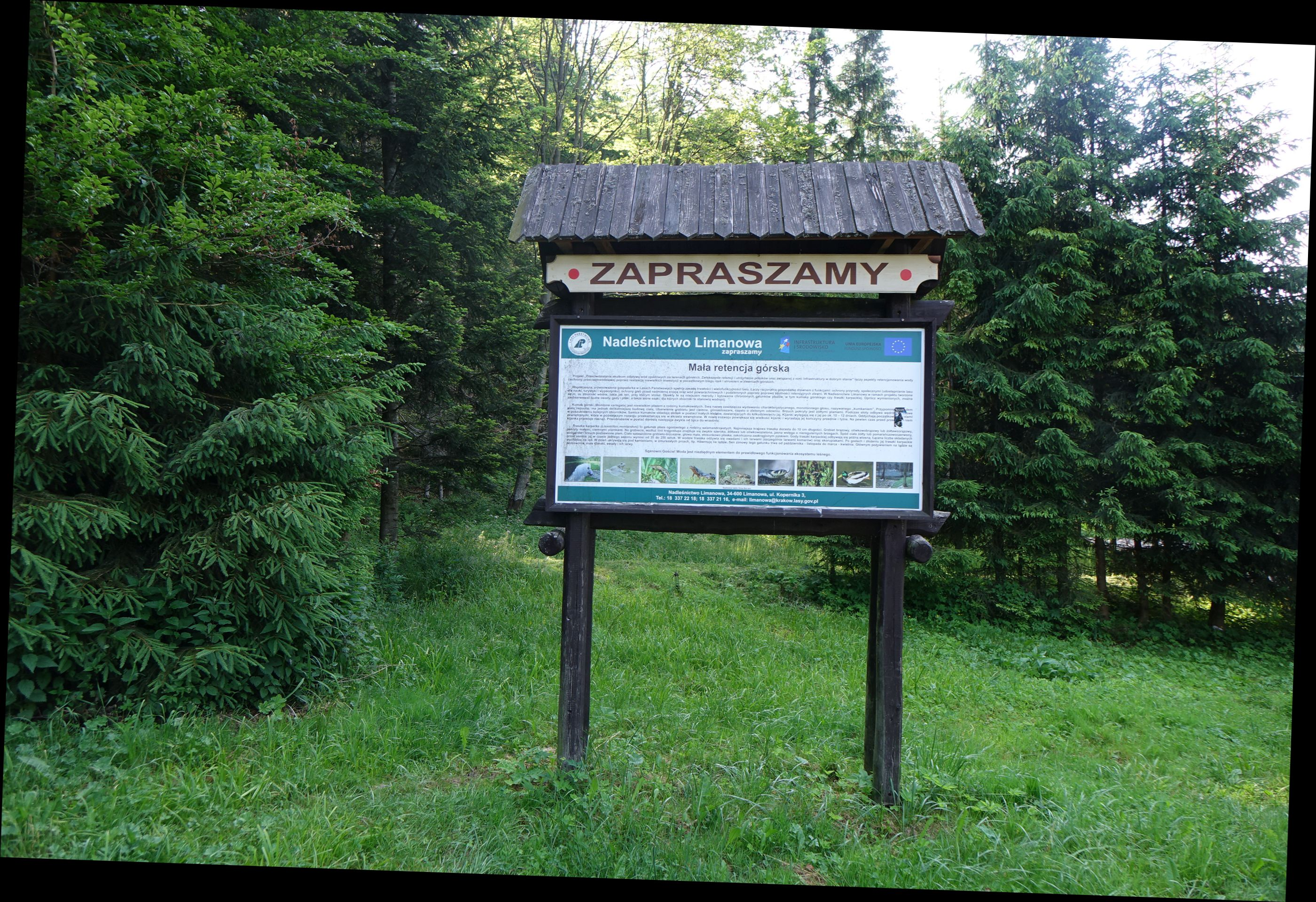
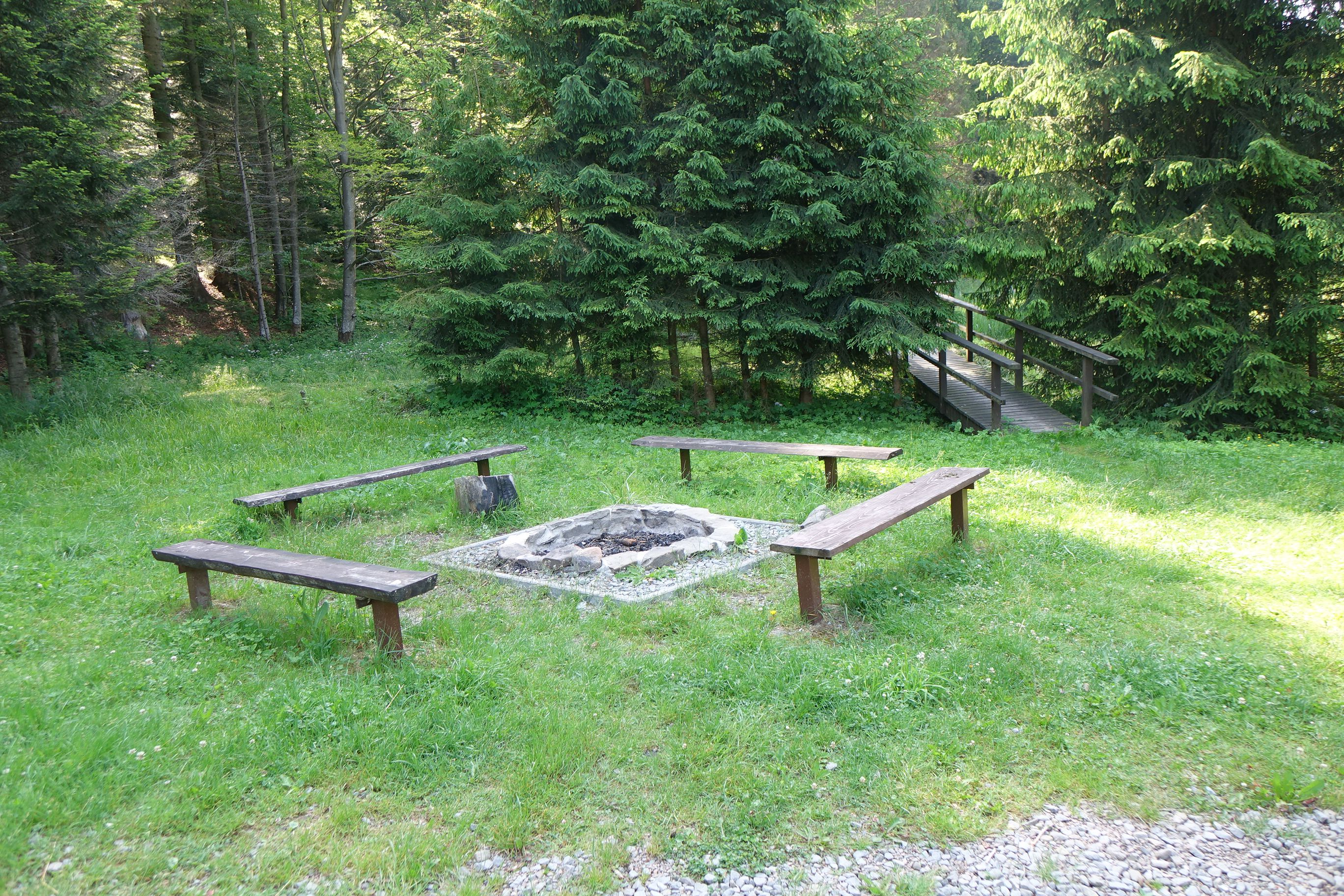
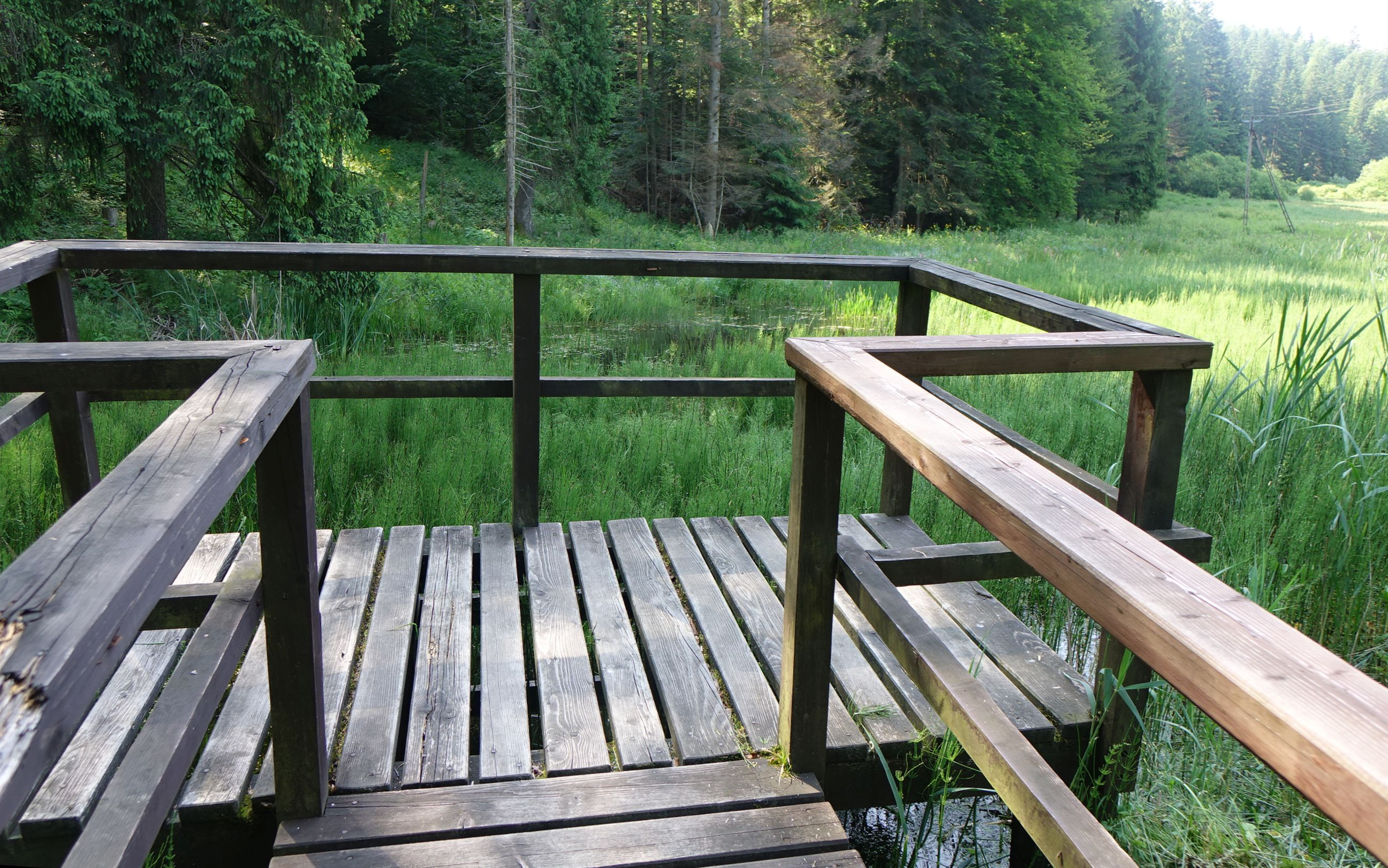
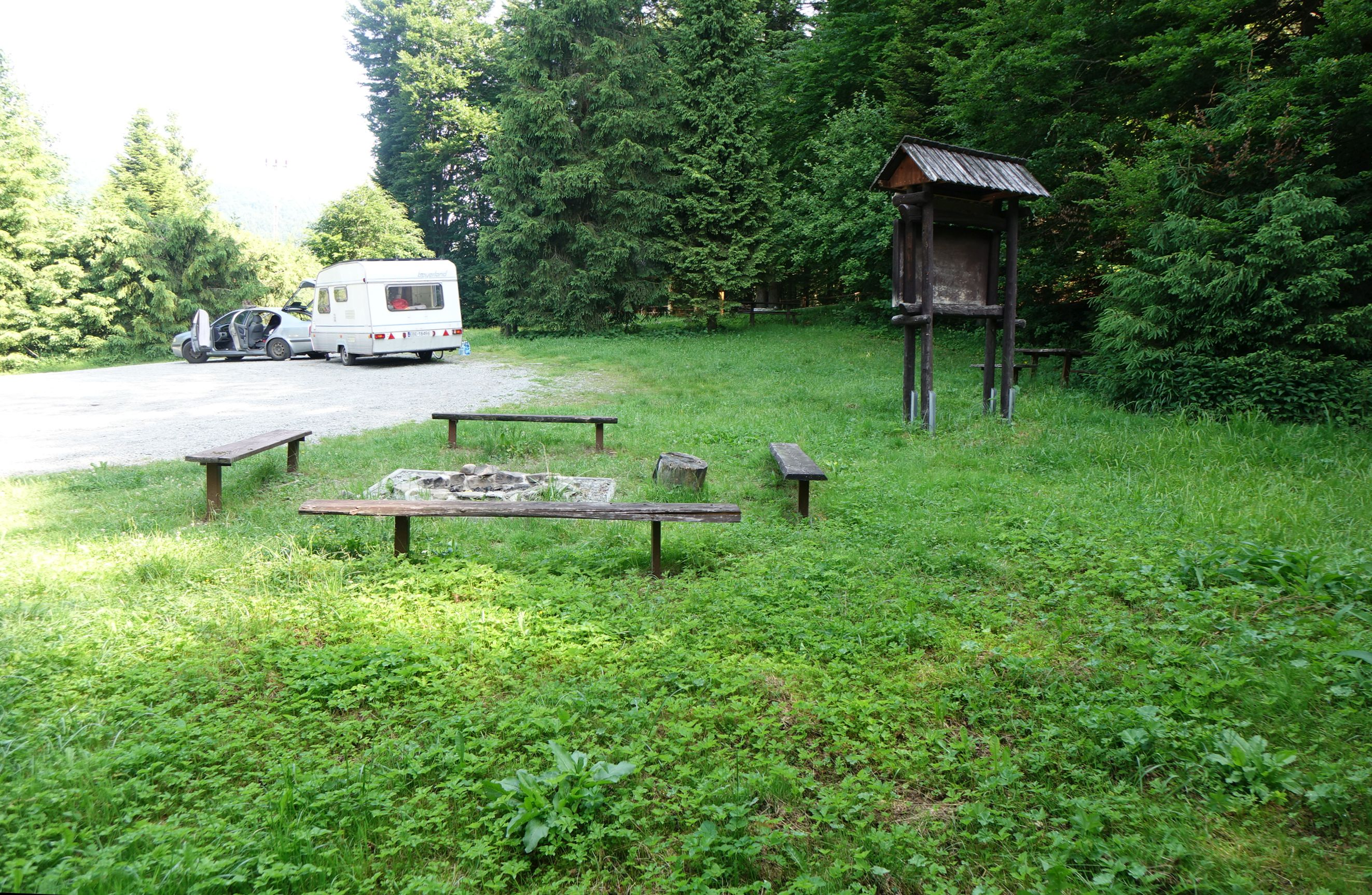
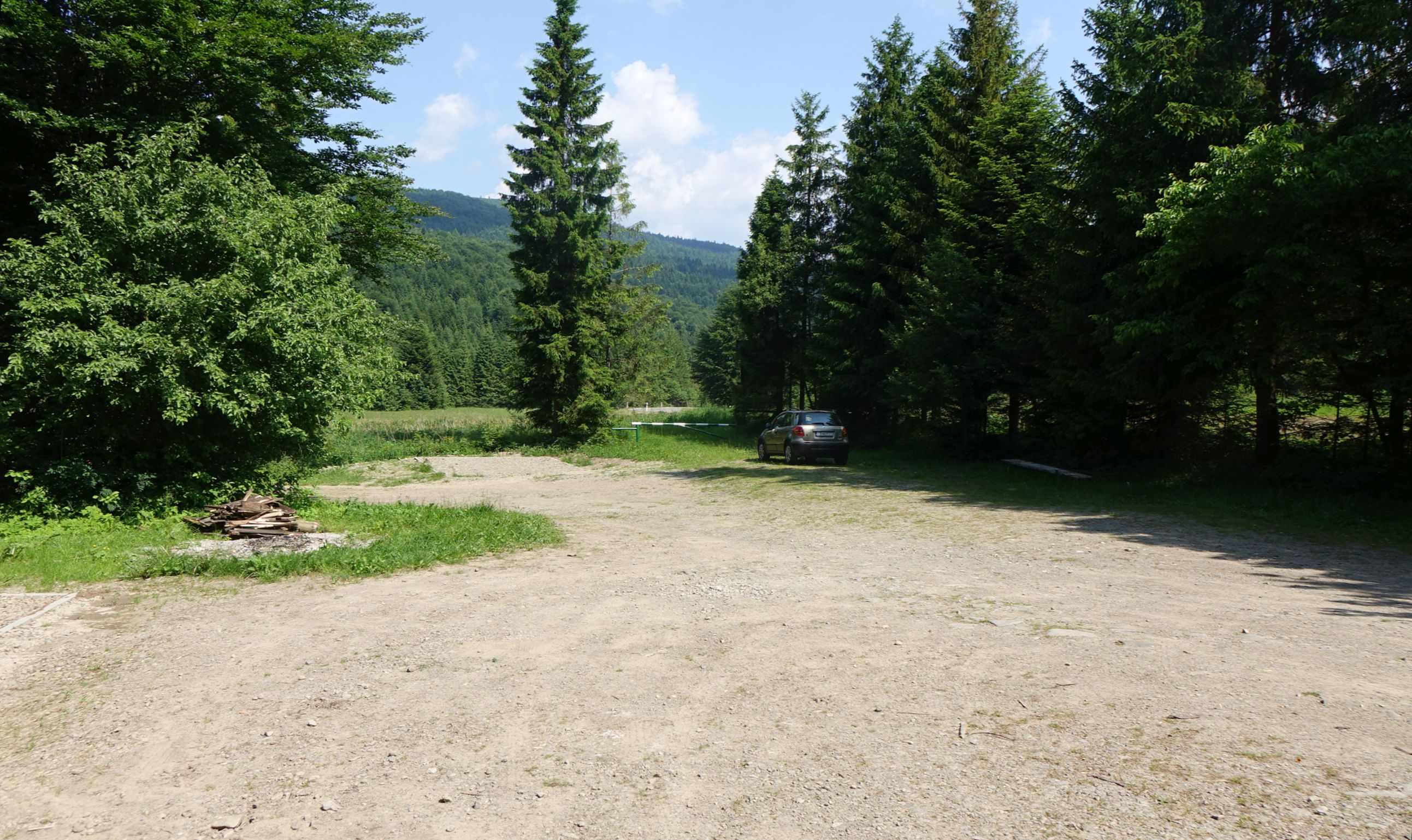
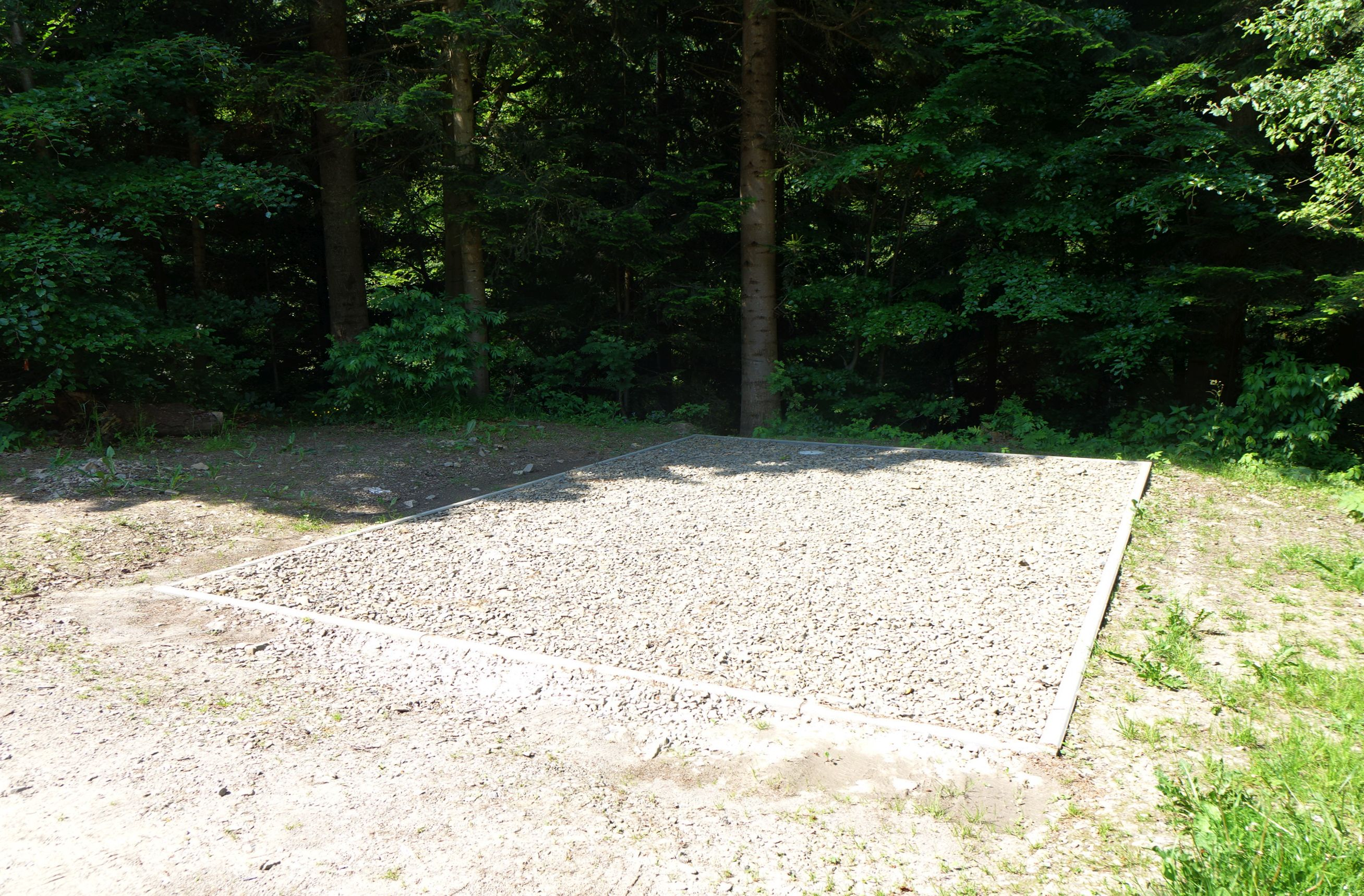
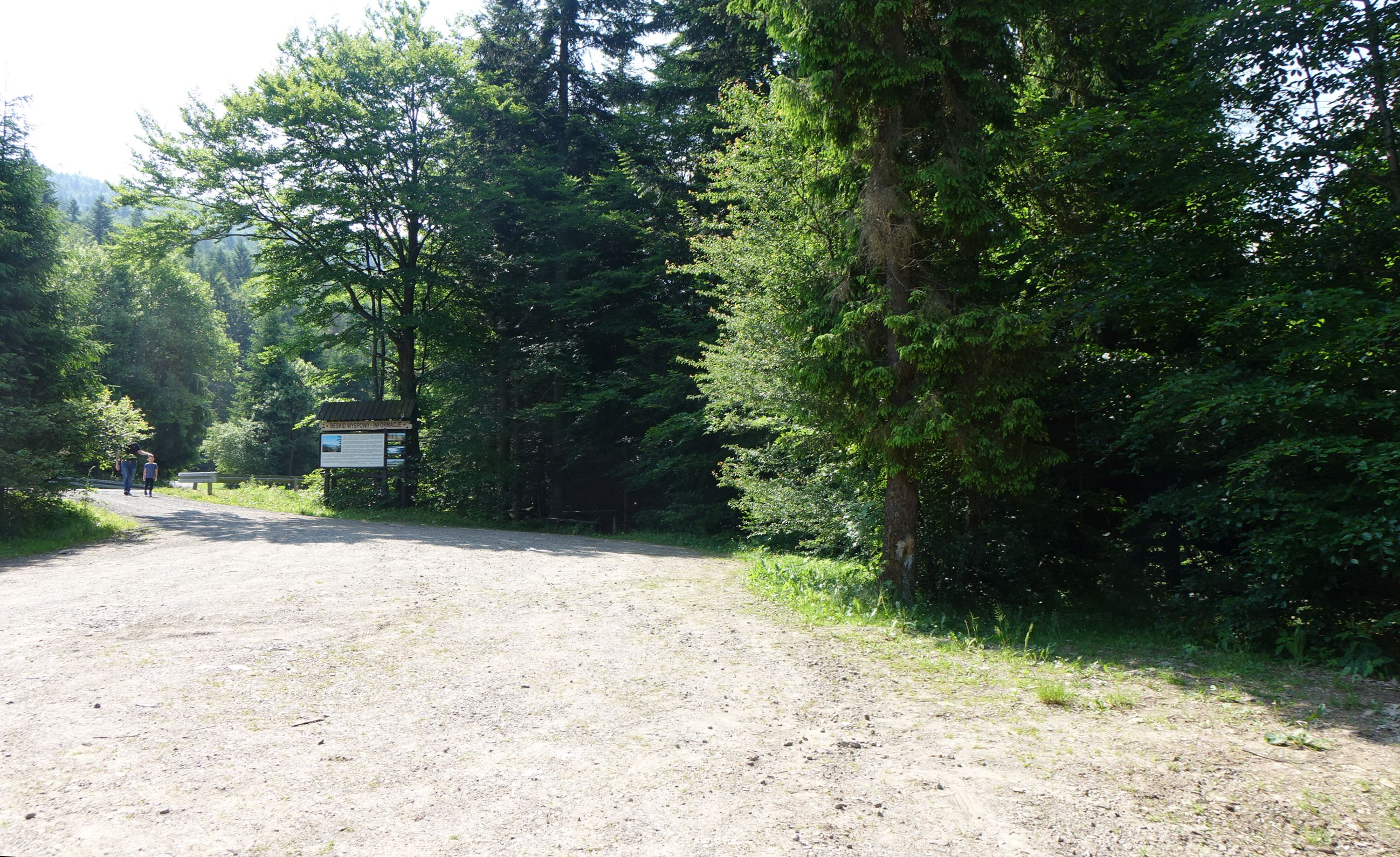